# Zbiornik nasienny

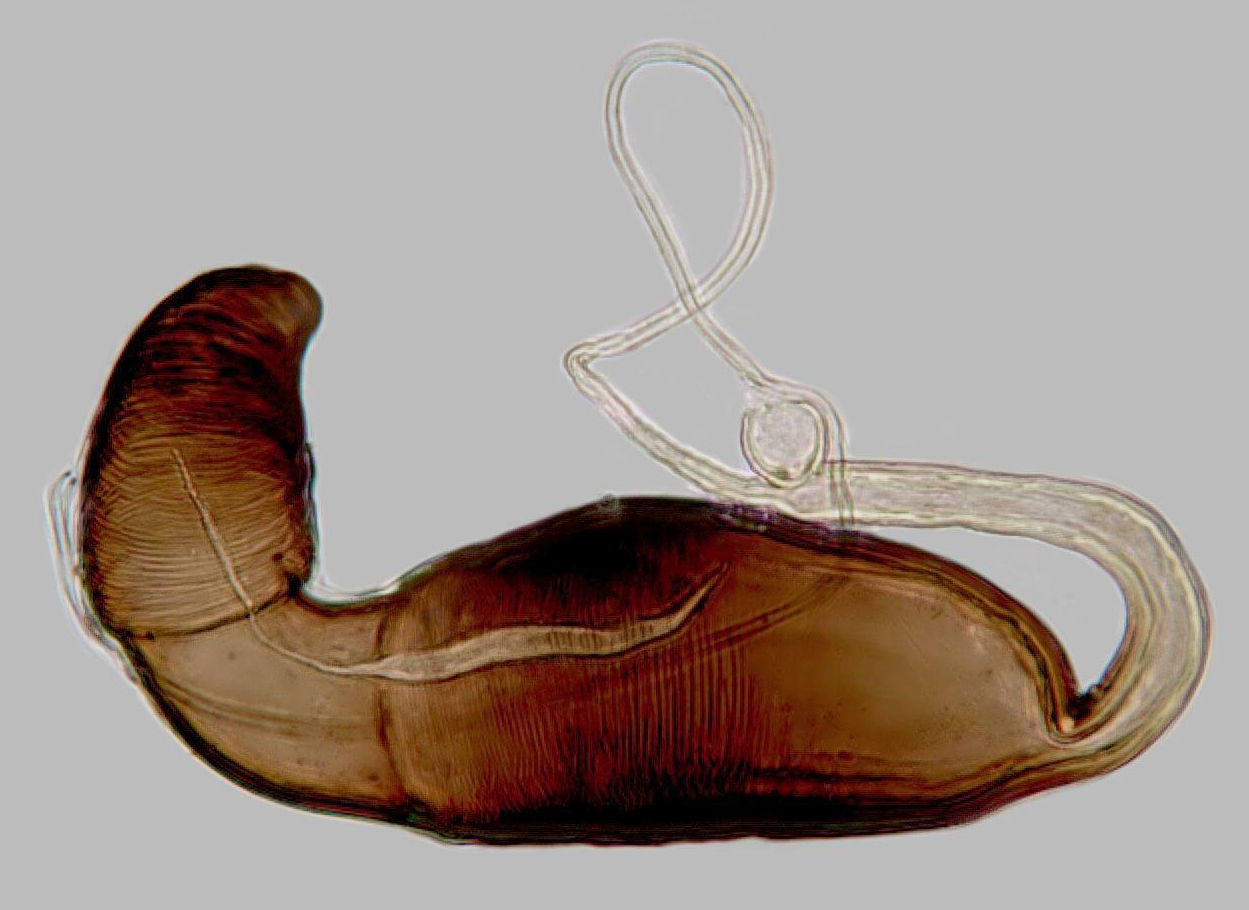
Spermateka chrząszcza Longitarsus pratensis

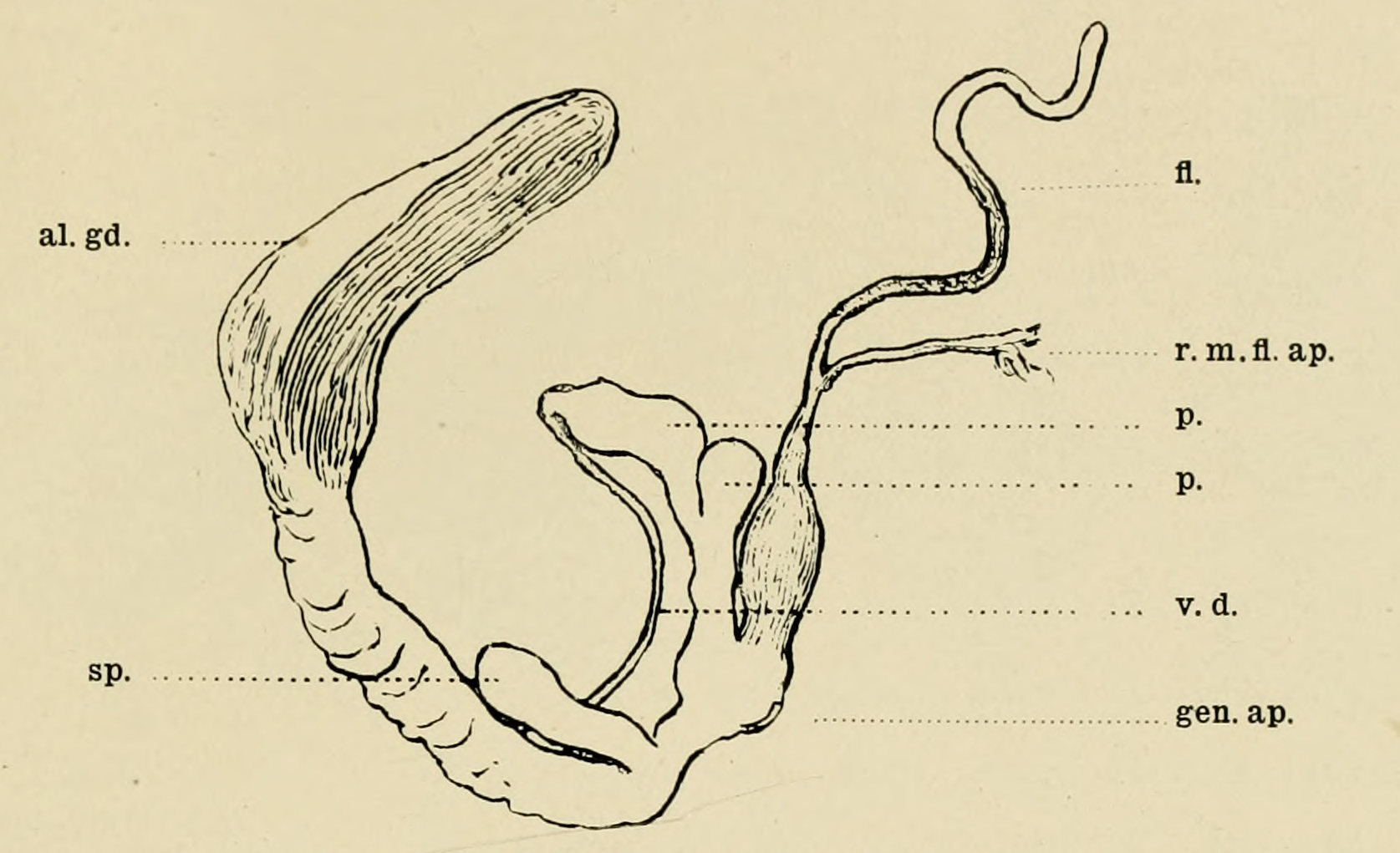
Genitalia ślimaka Achatinelloides balfouri. Spermateka podpisana sp

Zbiornik nasienny, spermateka (łac. spermatheca, receptaculum seminis) – narząd żeńskiego układu rozrodczego lub żeńskiej części obojnaczego układu rozrodczego, występujący u wielu grup zwierząt (m.in. płazińców, mięczaków, pierścienic i stawonogów).
Spermateka służy przechowywaniu nasienia po kopulacji lub zaplemnieniu, zwykle przez dłuższy czas. Zbiornik ten często wyposażony jest w gruczoły produkujące wydzielinę podtrzymującą aktywność i żywotność plemników. Dzięki temu rozwiązaniu mogą być one wykorzystywane do zapładniania komórek jajowych na długo po kopulacji.
U owadów spermateki mogą być pojedyncze, parzyste lub występować w większej liczbie. Mają pochodzenie ektodermalne i są zbudowane z nabłonka cylindrycznego i komórek gruczołowych, które mogą być skupione w gruczoł spermatekalny. Ich wydzielina nie tylko utrzymuje plemniki przy życiu, ale także może je przyciągać chemicznie.
U matek pszczelich pszczoły miodnej zbiornik nasienny leży w górnej części pochwy, jest kulisty, połączony z pochwą krótkim przewodem, do którego spływa wydzielina gruczołów znajdujących się na zewnątrz zbiornika, odżywiająca plemniki.